# Clérey
Clérey é uma comuna francesa na região administrativa de Grande Leste, no departamento de Aube. Estende-se por uma área de 18,79 km². Em 2010 a comuna tinha 1 134 habitantes (densidade: 60,4 hab./km²).